# Cian O’Connor
Cian O’Connor (ur. 12 listopada 1979) – irlandzki jeździec sportowy. Brązowy medalista olimpijski z Londynu.
Startuje w skokach przez przeszkody. Dwukrotnie brał udział igrzyskach – (IO 04, IO 12). W 2004 pierwotnie zwyciężył w konkursie indywidualnym, jednak medal odebrano, gdy w organizmie Waterford Crystal, konia na którym startował, odkryto niedozwolone środki. W 2012 sięgnął po brąz, srebro przegrał w dogrywce z Holendrem Gerco Schröderem. Startował na koniu Blue Loyd 12.